# South African Open (теніс) 1975
South African Open 1975 - чоловічий і жіночий тенісний турнір, що проходив на відкритих кортах з твердим покриттям у Йоганнесбургуу (ПАР). Чоловічі змагання проходили в рамках Commercial Union Assurance Grand Prix 1975. Відбувсь усімдесятдруге і тривав з 17 листопада до 25 листопада 1975 року. Гаролд Соломон і Аннетт дю Плуї здобули титул в одиночному розряді.

## Фінальна частина

### Одиночний розряд, чоловіки
Гаролд Соломон —  Браян Готтфрід 6–2, 6–4, 5–7, 6–1 

### Одиночний розряд, жінки
Аннетт дю Плуї —  Брігітт Куйперс 6–3, 3–6, 6–4

### Парний розряд, чоловіки
Боб Г'юїтт /  Фрю Макміллан —  Карл Майлер /  Чарлі Пасарелл 7–5, 6–1